# Garung Kidul
Garung Kidul is een bestuurslaag in het regentschap Kudus van de provincie Midden-Java, Indonesië. Garung Kidul telt 3195 inwoners (volkstelling 2010).